# Roman Archipow
Roman Wiktorowicz Archipow, ros. Роман Викторович Архипов; (ur. 8 listopada 1980 w Moskwie) – rosyjski siatkarz, grający na pozycji rozgrywającego. Obecnie występuje w rosyjskiej Superlidze, w drużynie Jarosławicz Jarosław.

## Kariera klubowa
- 1997–1999 MGTU Moskwa
- 1999–2002 Łużniki Moskwa
- 2002–2004 Iskra Odincowo
- 2004–2005 Łucz Moskwa
- 2005–2007 Iskra Odincowo
- 2007–2009 Dinamo Moskwa
- 2009–2010 Iskra Odincowo
- 2010- Jarosławicz Jarosław

## Sukcesy
- 1999: mistrzostwo Świata juniorów
- 2001, 2008: mistrzostwo Rosji
- 2003: wicemistrzostwo Rosji
- 2006, 2007: brązowy medal Mistrzostw Rosji
- 2004: srebrny medal Ligi Mistrzów
- 2007, 2008: puchar Rosji

## Nagrody indywidualne
- 2004: najlepszy rozgrywający Ligi Mistrzów